# スイッチング・セオリー
スイッチング・セオリー（英語: Switching theory）とは、琵琶湖において体サイズの異なる大アユと小アユが同所的に維持されるメカニズムを説明するために、塚本勝巳博士によって提唱された理論である。

## 概要
海と川を行き来する回遊魚には、サケのように産卵のために海から川を上がってくる「遡河回遊魚」、ウナギのように産卵のため川から海へ下りていく「降河回遊魚」、そしてアユのように産卵とは無関係に海と川を行き来する「両側回遊魚」が存在する。このうち、両側回遊魚であるアユについて、琵琶湖には、流入河川に回遊し大型になる大アユと、一生の大半を湖内で生活して小型のままで繁殖する小アユという、2タイプの生活史をもつアユが同所的に存在する。
塚本博士による研究以前は、・両者の形態や卵サイズが明らかに異なること、・小アユが8-9月にかけて産卵するのに対し、大アユは10～11月にかけて産卵するなど産卵期が1-2ヶ月ずれていること、・産卵する場所が異なることなどから、両者のあいだには完全に生殖隔離が成立していて遺伝的交流はほとんどなく、大アユと小アユは別種に種分化していく初期段階にあると考えられていた。
塚本博士は魚類の内耳にある硬組織の耳石を用いた標識技術を開発し、さまざまな魚類の資源評価や生活史推定に応用した先駆者であり、アユの日齢を正確に推定できる耳石を用いて大アユが湖から流入河川に遡上してくるときの齢を調べた。その結果、まず前年の産卵期のうち、8-9月の早い時期に生まれた個体が翌年3-5月に流入河川へ遡上し、大アユになることがわかった。またその逆に、10-11月の遅い時期に生まれた個体は、湖内に残って小アユになることも明らかとなった。このことから、孵化する時期の早い遅いが河川に遡上するか、湖内に残るかを決めていたことが判明した。
しかし、得られた日齢からは、小アユは遅く生まれ早く産卵して早く死ぬことからその寿命は10ヶ月ほどであり、逆に大アユは早く生まれ遅く産卵するのでその寿命は14ヶ月ほどということになる。これらの事実からは両者の産卵期は年々ずれていくことが予想されるが、実際には毎年同じ時期に産卵を繰り返しているという矛盾が生じてしまう。
そこで塚本博士は、小アユの子供が大アユに、大アユの子供が小アユになる、つまり世代ごとに2つの回遊型が切り替わると考えればすっきり説明できるということに気が付き、これが維持されるメカニズムとして、小アユは早く産卵し、その子どもは早産まれで早く成長するために大アユになりやすく、一方で大アユは遅く産卵し、その子どもは遅生まれのために小アユになりやすいという「スイッチング・セオリー」を提唱した。
この論文は1986年のボストンで開かれた第一回の回遊魚のシンポジウムで発表された。この理論は、生物が生まれて成長し、繁殖後に死に至る過程である生活史が1つに限られない生活史多型を説明した研究として、国際的に高い評価を得ている。